# Andy Hicks
Andy Hicks, född 10 augusti 1973 i Tavistock i Devon, är en engelsk professionell snookerspelare.

## Karriär
Hicks blev professionell 1991, men fick sitt stora genombrott 1995, då han helt otippat gick till semifinal i VM. Där föll han mot Nigel Bond. Hicks stod på toppen av sin karriär i mitten av 90-talet, då han förutom semifnalplatsen i VM gick till semifinal i fyra andra rankingturneringar. Däremot lyckades han aldrig nå någon stor final. Han slog sig heller aldrig in bland topp-16 på världsrankingen, men tillbringade flera säsonger precis utanför.
1997 vann Hicks den mindre turneringen Benson & Hedges Championship, vilket gav honom ett wildcard till Masters 1998. Det är Hicks' enda turneringsseger i karriären. Mot slutet av 90-talet började Hicks dala på rankingen, och under 2000-talet har hans karriär gått upp och ned. Han har i första hand fått kämpa för att hålla sig kvar bland topp-64 på pro-touren.

## Privatliv
I första omgången av 2004 mötte Hicks australiern Quinten Hann. Efter att ha förolämpat varandra verbalt under matchen, bröt nästan ett slagsmål ut mot slutet. Ett tag efter matchen (som Hicks vann) utmanades han av Hann på en boxningsmatch. Hicks' vän och snookerkollega Mark King antog utmaningen i Hicks' ställe, och mötte Hann i en välgörenhetsmatch, som Hann vann.
Hicks bor numera i Cornwall och jobbar på en snookerklubb i Falmouth. Han gifte sig med sin fru Rachel 2005, och de fick sitt första barn 2006. Hicks spelar även mycket golf.

## Turneringssegrar

### Icke-rankingturneringar
- Benson & Hedges Championship - 1997